# Nils Nordståhl
Nils Tage Helmer Nordståhl, född 8 juli 1907 i Stockholm, död 24 september 1978 i Upplands Väsby, var en svensk skådespelare.
Han tog sig efternamnet Fellbo under 1940-talet och är begravd på Norra begravningsplatsen utanför Stockholm.

## Filmografi (urval)
- 1948 – Lars Hård
- 1947 – Krigsmans erinran
- 1945 – Hans Majestät får vänta
- 1944 – På farliga vägar
- 1944 – Mitt folk är icke ditt
- 1944 – När seklet var ungt
- 1943 – Natt i hamn
- 1941 – Soliga Solberg
- 1940 – Stål
- 1938 – Julia jubilerar
- 1937 – Ryska snuvan
- 1937 – John Ericsson - segraren vid Hampton Roads
- 1936 – 33.333
- 1936 – Bröllopsresan
- 1934 – Atlantäventyret
- 1934 – Sången om den eldröda blomman
- 1934 – Sången till henne
- 1931 – Skepp ohoj!

## Teater

### Roller
| År   | Roll          | Produktion                                                                                  | Regi            | Teater        |
| ---- | ------------- | ------------------------------------------------------------------------------------------- | --------------- | ------------- |
| 1934 |               | Förbjuden frukt (Spalierobst) Jörg Ritzel                                                   | Hugo Bolander   | Lilla Teatern |
| 1935 | Flavio        | Gatungen (Scampolo) Dario Niccodemi                                                         | Hugo Bolander   | Lilla Teatern |
| 1935 | Halvdan Bruse | Oss flickor emellan Urban Orbi                                                              | Hugo Bolander   | Lilla Teatern |
| 1935 | James Astley  | En tusan till flicka (Mädel von heute) Gustav Davis                                         | Hugo Bolander   | Lilla Teatern |
| 1935 | Charles       | Sådant händer i de bästa familjer (In the Best of Families) Anita Hart och Maurice Braddell | Hugo Bolander   | Lilla Teatern |
| 1936 | James         | Ungkarlsbruden (The Bride) Stuart Oliver och George M. Middleton                            | Hugo Bolander   | Lilla Teatern |
| 1936 |               | Barn på nytt (Some Baby!) Zellah Covington och Jules Simonson                               | Hugo Bolander   | Lilla Teatern |
| 1937 | Leo           | Ungdomen kommer med åren (Vintage Wine) Seymour Hicks och Ashley Dukes                      | Gunnar Tolnæs   | Vasateatern   |
| 1937 | Portvakten    | I kärlek BC (Szerelemből elégtelen) Ladislaus Bus-Fekete                                    | Martha Lundholm | Vasateatern   |
| 1937 |               | Axel i sjunde himlen (Axel an der Himmelstür) Paul Morgan, Hans Schütz och Ralph Benatzky   | Max Hansen      | Vasateatern   |

## Radioteater

### Roller
| År   | Roll                          | Produktion                  | Regi          |
| ---- | ----------------------------- | --------------------------- | ------------- |
| 1944 | Greve Jochum von Waffencreutz | Amiralinnan Hilding Östlund | Gunnar Olsson |